# Plaza Pablo Giorello

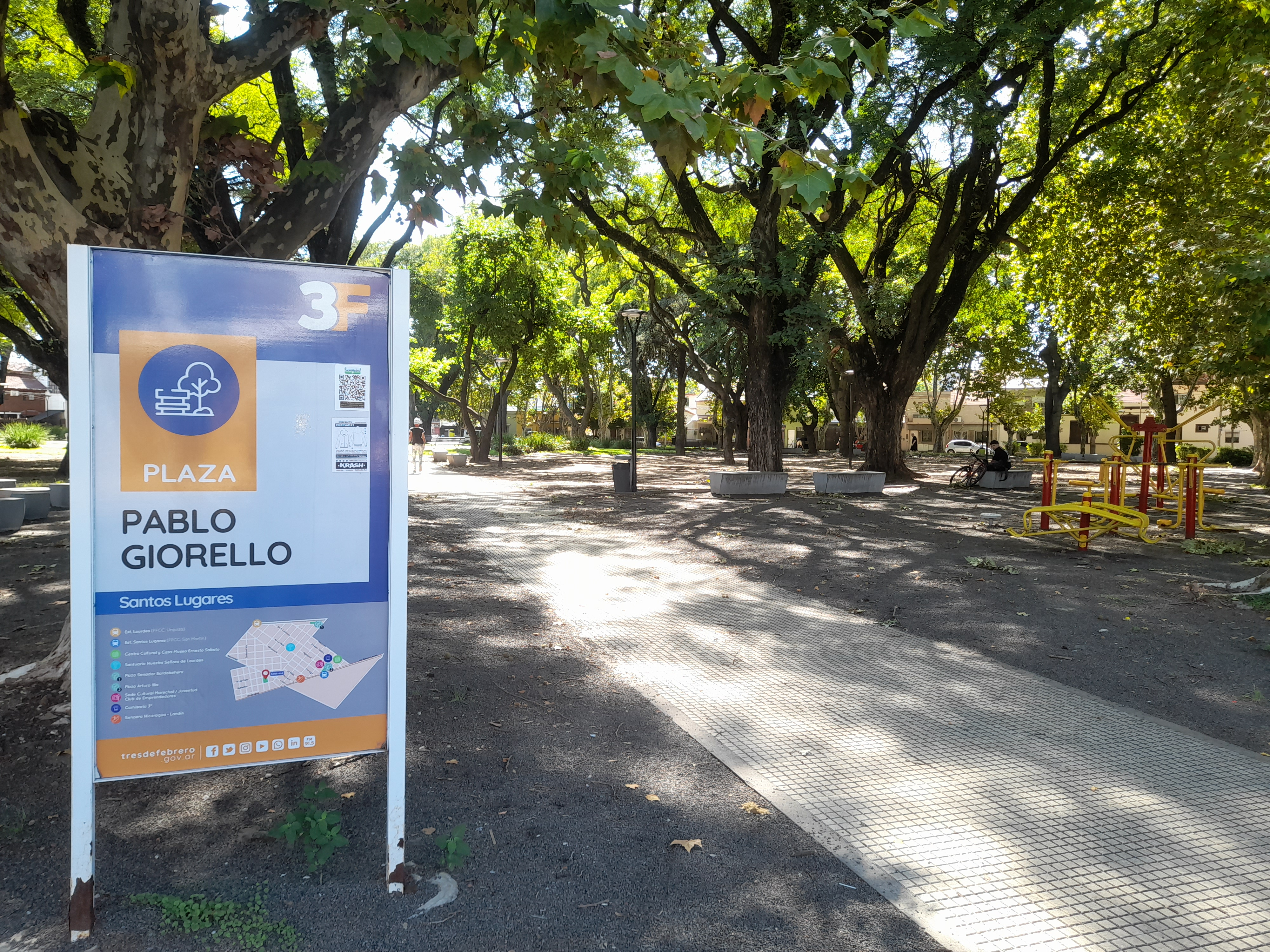
Ingreso al parque por la calle Doctor Amadeo Sabattini

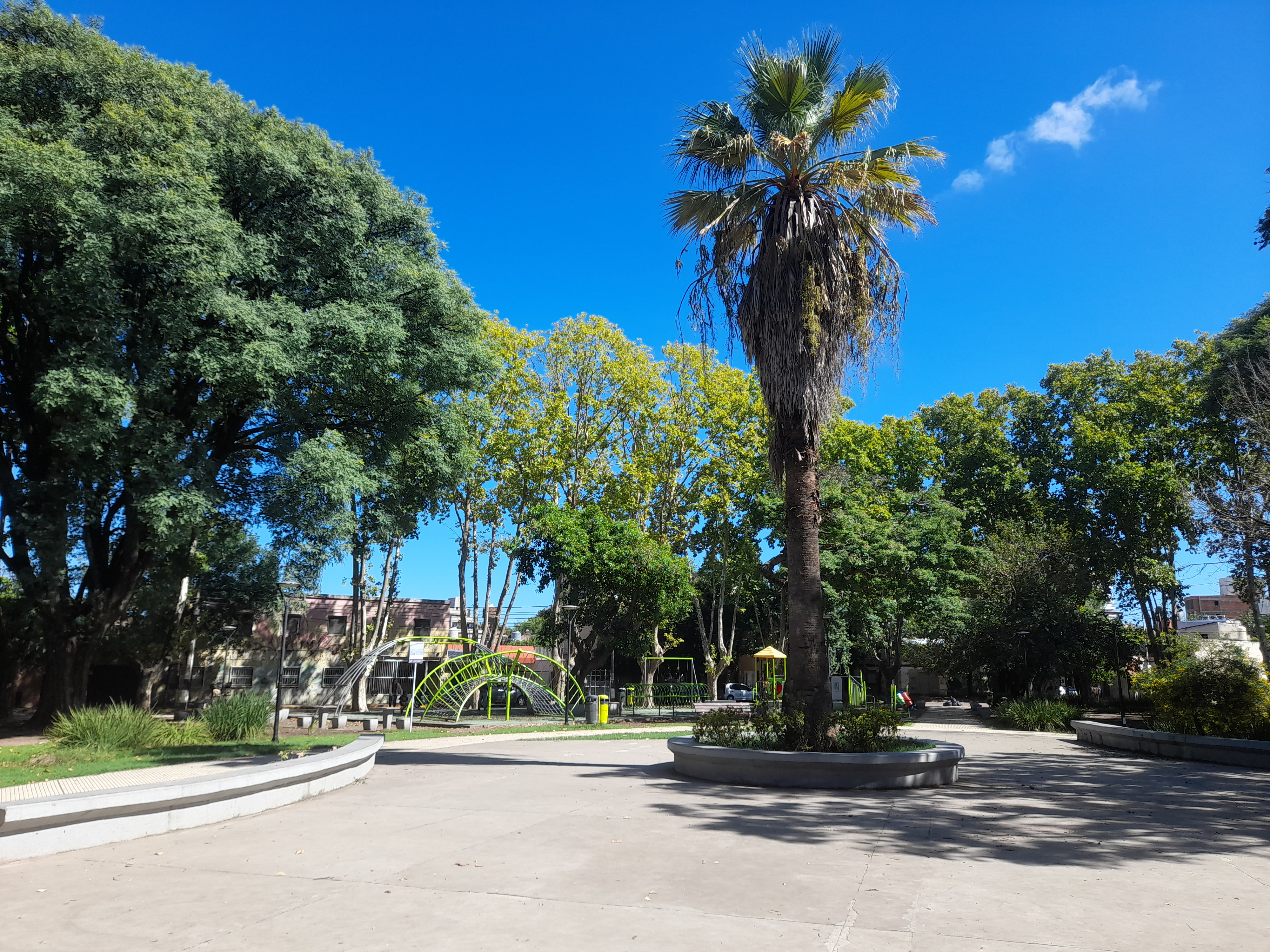
Centro de la plaza, ubicándose en zona de descanso

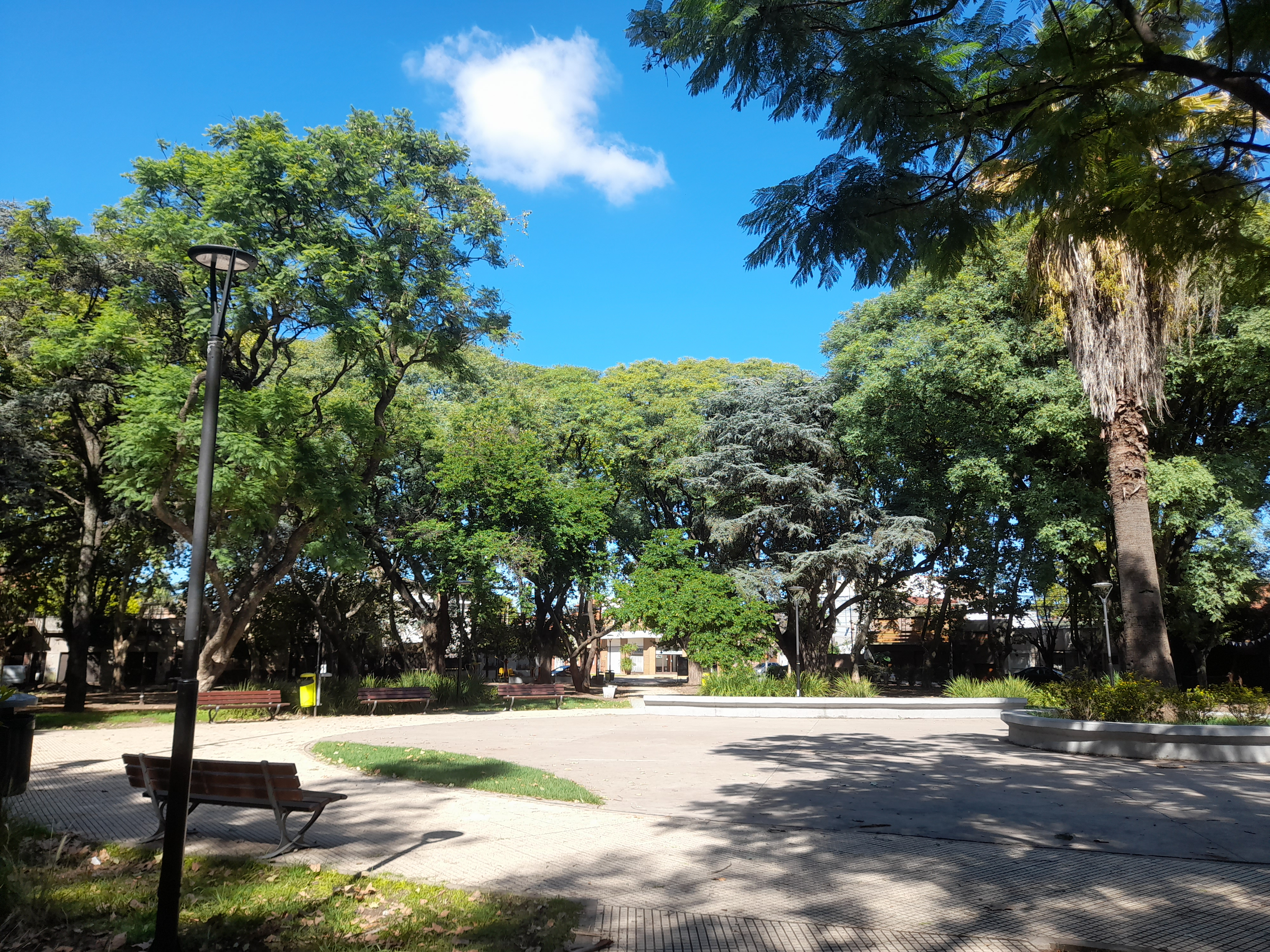
Fachada vista en la bajada a la calle Wanceslao de Tata

La Plaza Pablo Giorello, abreviada como Plaza Giorello nombrada así en honor a Pablo Giorello, es una plaza ubicada en Santos Lugares, en el Partido de Tres de Febrero. Ocupa un espacio de una manzana, distribuida en las calles Wanceslao de Tata, Cuelli, Séneca y Doctor Amadeo Sabattini. 
Su nombre es en conmemoración a Pablo Giorello, un hacendado que compró y dono tierras para hacer espacios públicos en Santos Lugares y Villa Lynch.

## Historia
En 1984, se produjo una de las últimas presentaciones de Ricardo Chofa Moreno, integrante de la famosa banda V8 antes de su fallecimiento. En el año 2001, se estableció en el barrio la murga Poseídos por Momo, que desde esa época hasta la actualidad hace eventos en las épocas de Carnaval en Argentina. En la anterior plaza, en su centro estaban colocados tres mástiles, estos con la bandera bonaerense y argentina. También, en ella se ubica la estatua de Nuestra Señora de Lourdes. Asimismo, una casilla donde se guardaban herramientas para limpiar el parque, también un poco antes había una calesita que se mantuvo hasta inicios de los años 2000. 
En el año 2016, se produjo su remodelación total dirigida por el intendente de turno Diego Valenzuela, fue inaugurada en diciembre de ese año y allí se formó un espacio verde, dónde también se agregaron cámaras de seguridad manteniendo los árboles y la vegetación tradicional del lugar. Desde 2020, la municipalidad de Tres de Febrero utilizó el espacio público como sector de vacunación contra la COVID-19 en Argentina, y también tratamiento de enfermedades, asimismo eventos para infancias. En el temporal de mediados de diciembre de 2023, múltiples árboles del parque fueron destrozados.

## Ubicación
La plaza está ubicada a tan solo seis cuadras de la Iglesia de Nuestra Señora de Lourdes, y también a diez cuadras de la Estación Santos Lugares, y de la Estación Lourdes. En cercanía al parque recorren las líneas de colectivo 343, 123 y 105.